# Château de Bisarno
Le Château de Bisarno (en italien : Castello di Bisarno), est un château de style médiéval situé à Florence (ville métropolitaine de Florence) en Toscane,.

## Historique
Il s'agissait à l'origine d'une forteresse du XIIIe siècle, située dans la zone des ruisseaux et fossés confluents avec l'Arno, qui devaient former une variante du lit de la rivière appelée Bisarno.
Au milieu du XIVe siècle, elle appartenait aux Bardi, et de cette époque subsistent quelques décorations intérieures avec des motifs géométriques et floraux, ainsi que des piliers octogonaux en pierre qui émergent de certains murs et des plafonds à poutres apparentes en bois sur des consoles en chêne.
Elle passa ensuite à la famille Biliotti et, au XVIe siècle, à la famille Capponi (dont les armoiries sont visibles sur le portail), qui entreprirent d'importants travaux d'agrandissement et de modernisation.
Doté de merlons de type guelfe, en partie d'origine et en partie restaurés, le château fut habité par le scientifique et explorateur Odoardo Beccari, qui y planta des essences rares qui existent encore. De 1869 à 1880, c'était le siège de l'ambassadeur anglais James Hudson (en).

## Galerie

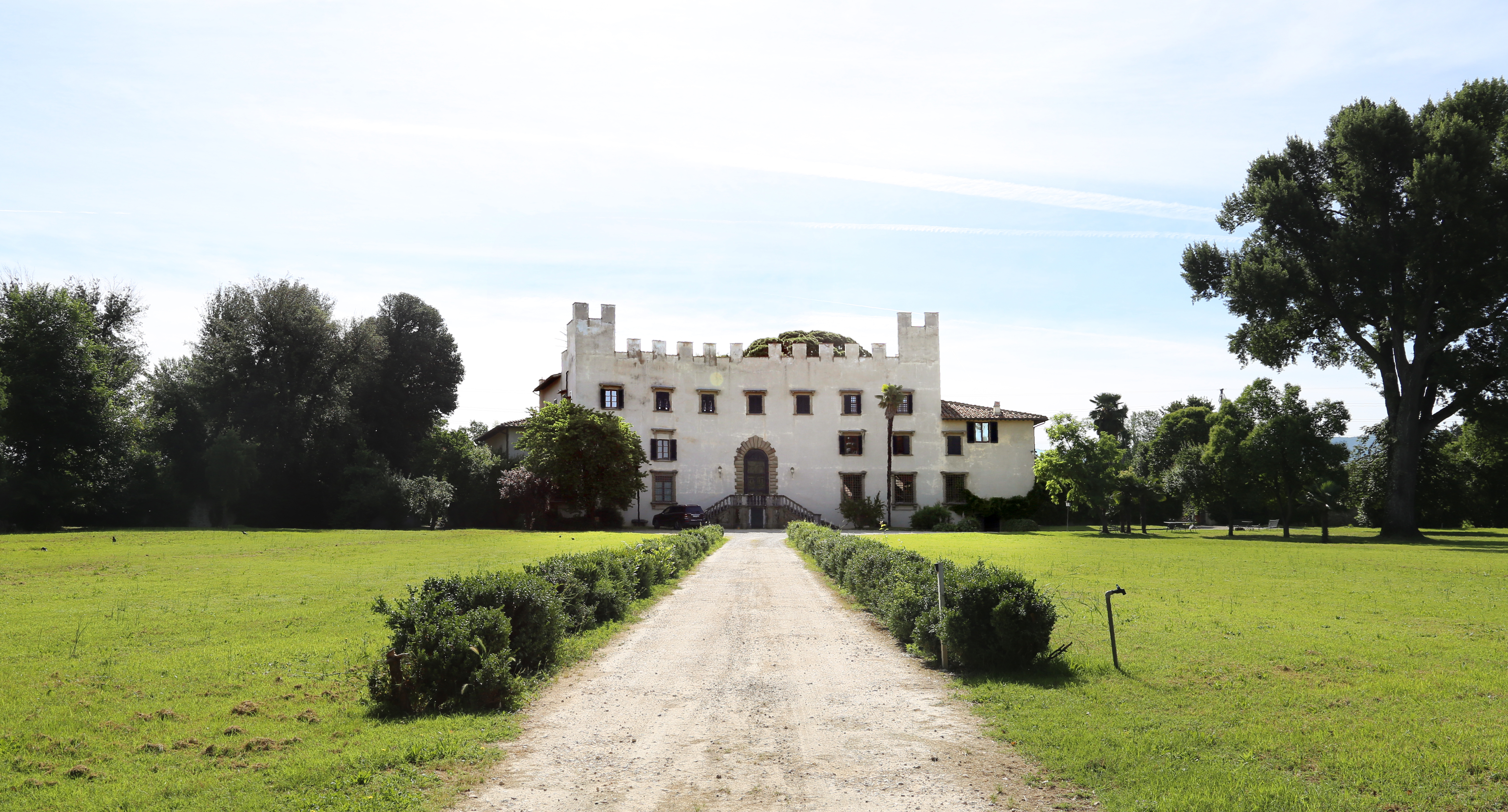
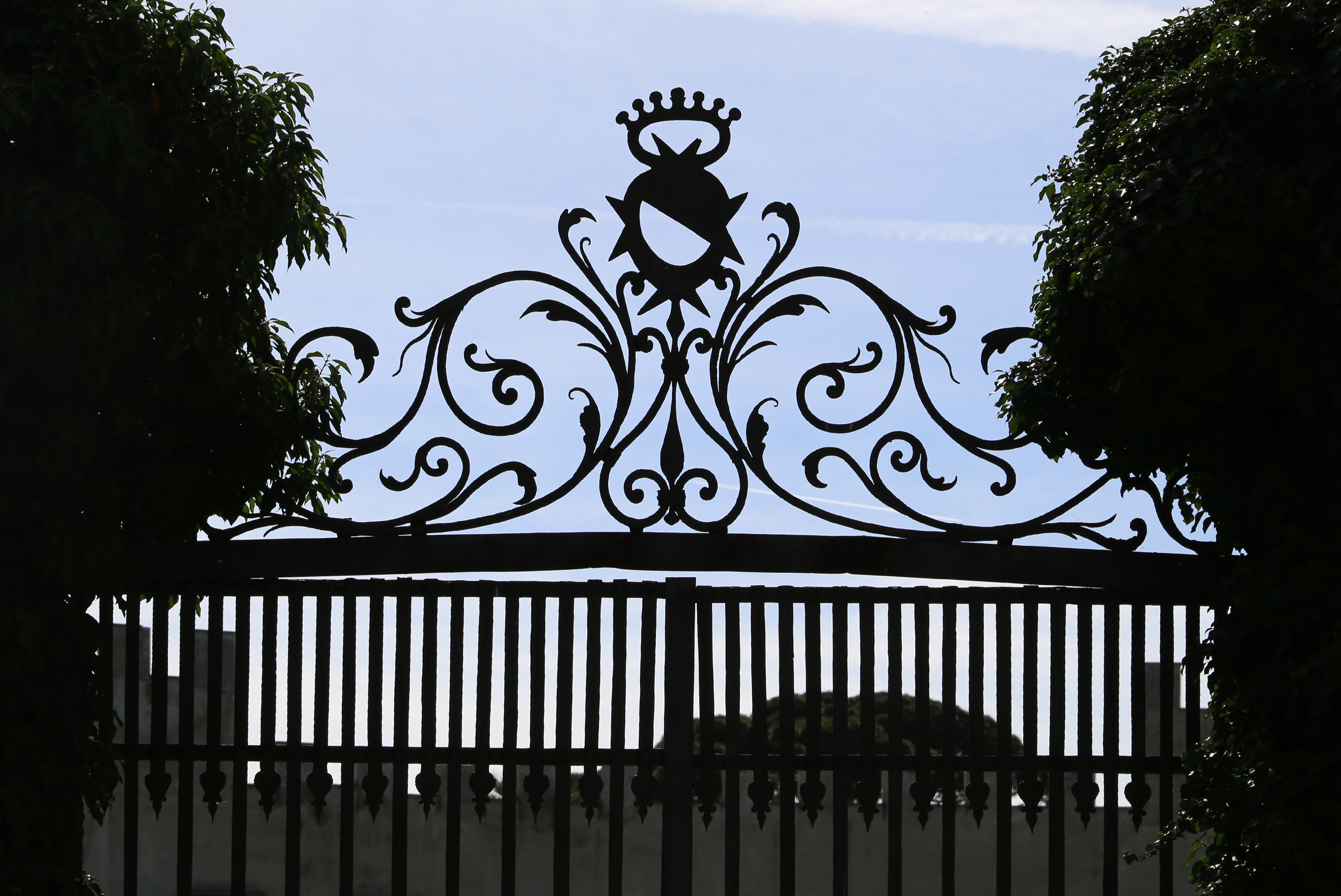